# NGK Spark Plug
NGK Spark Plug (in giapponese 日本 特殊 陶 業 株式会社 Nihon Tokushu Tōgyō Kabushiki-gaisha) è un'azienda fondata nel 1936 e con sede a Nagoya, in Giappone. La NGK produce e vende candele e relativi componenti per motori a combustione interna. La società è quotata alla borsa di Tokyo.

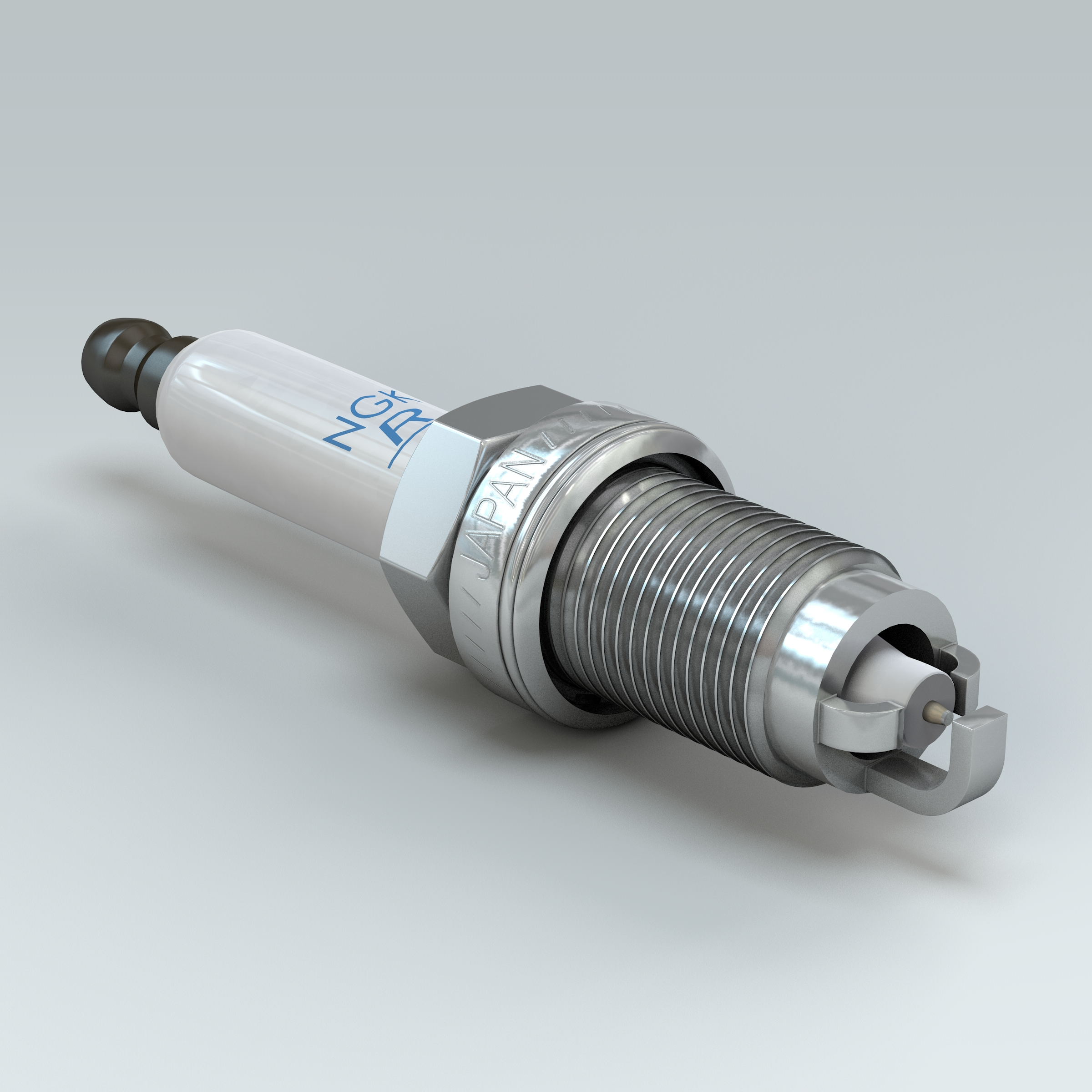
Candela prodotta dalla NGK

Nel marzo 2007, la società impiegava 10.407 dipendenti e gestiva una rete di 7 uffici di collegamento, 12 uffici di vendita, 13 siti di produzione e 2 centri tecnici in tutto il mondo. NGK Spark Plugs nasce come divisione specializzata dell'azienda NGK Insulators. Nel 2018 la società divenne azionista della società di dati TecAlliance. La sigla NGK sta per Nippon (Giappone) Gaishi (isolatore) Kaisha (società).